# 순치 방출 마찰음
순치 방출 마찰음(脣齒放出摩擦音)은 자음의 하나로, 아랫입술과 윗니 사이에서 조음하는 방출마찰음이다. IPA 기호는 fʼ이다.
듣기: